# مسجد چین (باکو)
مسجد چین (ترکی آذربایجانی: Çin məscidi) اثری با اهمیت ملی واقع در بخش شهر قدیمی باکو می‌باشد. مسجد در خیابان «کیچیک قلعه» در نزدیکی کاخ شروان‌شاهان در شهر قدیمی قرار دارد.

## تاریخ مسجد
بنابه کتیبه ای موجود سر در ورودی ساختمان، مسجد چین به وصیت «فضل‌الله امام ابن عثمان شیروانی» به سال ۷۷۷ هجری قمری بنا شد. بدین دلیل مسجد به نام وی نیز معروف است.
در دیگر کتیبه موجود روی نمای بنا آمده است، که این اثر توسط «مسعود علی» به سال ۱۱۸۶ هجری قمری بازسازی گردید.
مسجد چین در سال ۲۰۱۲ میلادی از جانب «ادارهٔ منطقه حفاظت شده شهر قدیمی» مورد مرمت واقع شد. بعد از بازسازی، مسجد به موزه مسکوک‌شناسی تبدیل شد.

## دربارهٔ مسجد
در مورد نام مسجد چند تا نگرشی وجود دارد، که یکی آز آنها این است؛ از آنجا که ارزوهای زائران و بازدیدکنندگان این مسجد پس از دیدن از آن واقعی می‌شده است، مردم بدان نام «چین» گذاشتند. گفتنی است، که کلمهٔ «چین» به ترکی آذربایجانی برای واقعی شدن آرزوها هم کاربرد دارد.
این بنای باستانی بر اساس سبک معماری «شیروان- آبشوران» احداث شده است.
ترکیب معماری این مسجد، که از نمایی نامتقارن برخوردار است، با ورودی‌ای به سبک سنتی تکمیل می‌گردد. قاب پنجره دقیق تنظیم شده، منبت‌کاری و کتیبه‌ای به خط عربی مسجد با استفاده از لطافت هنر معماری به‌زیبایی روی ساختمان به کار بسته شده است.

## نگارخانه

نماهای مختلف مسجد
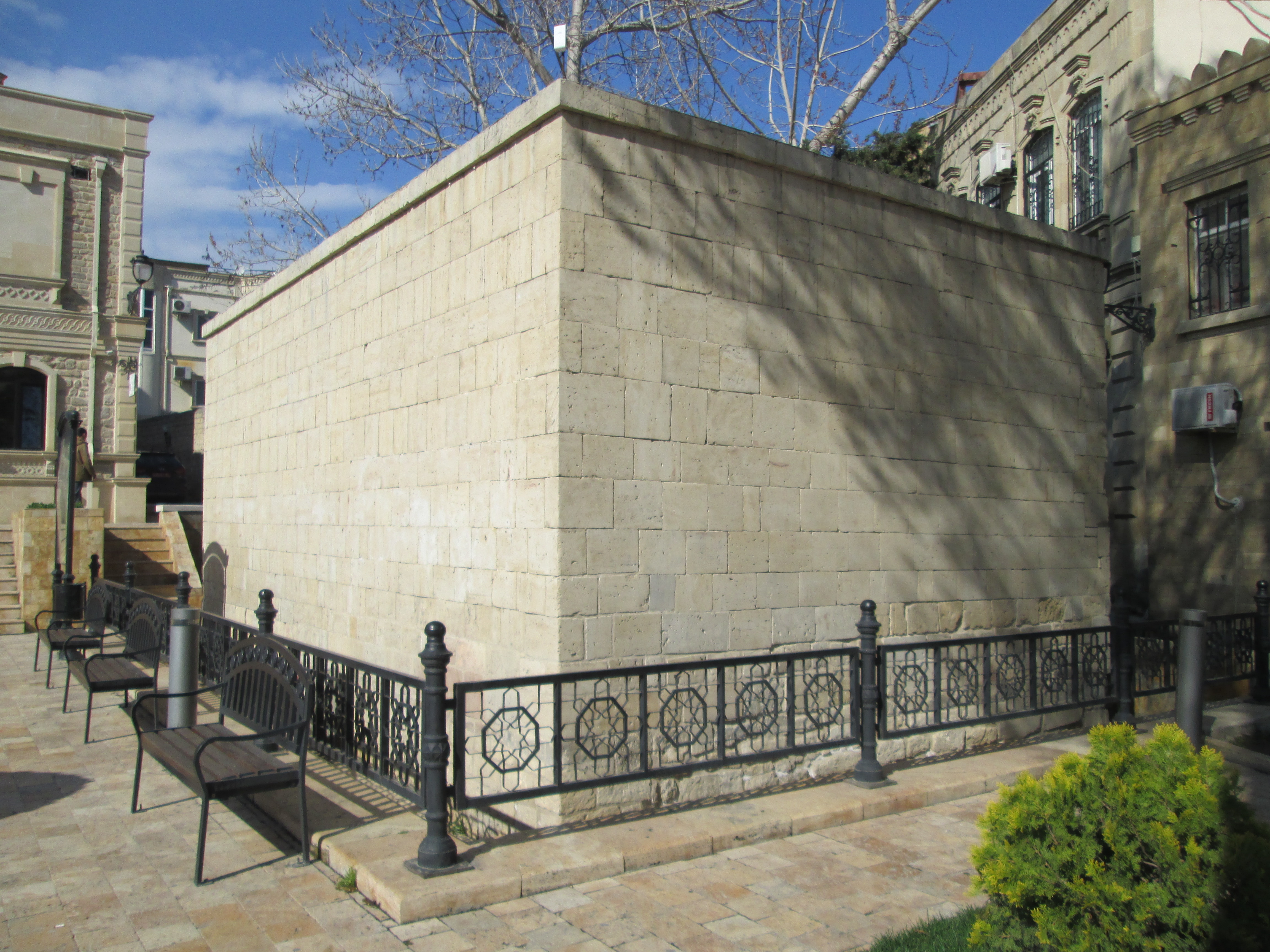
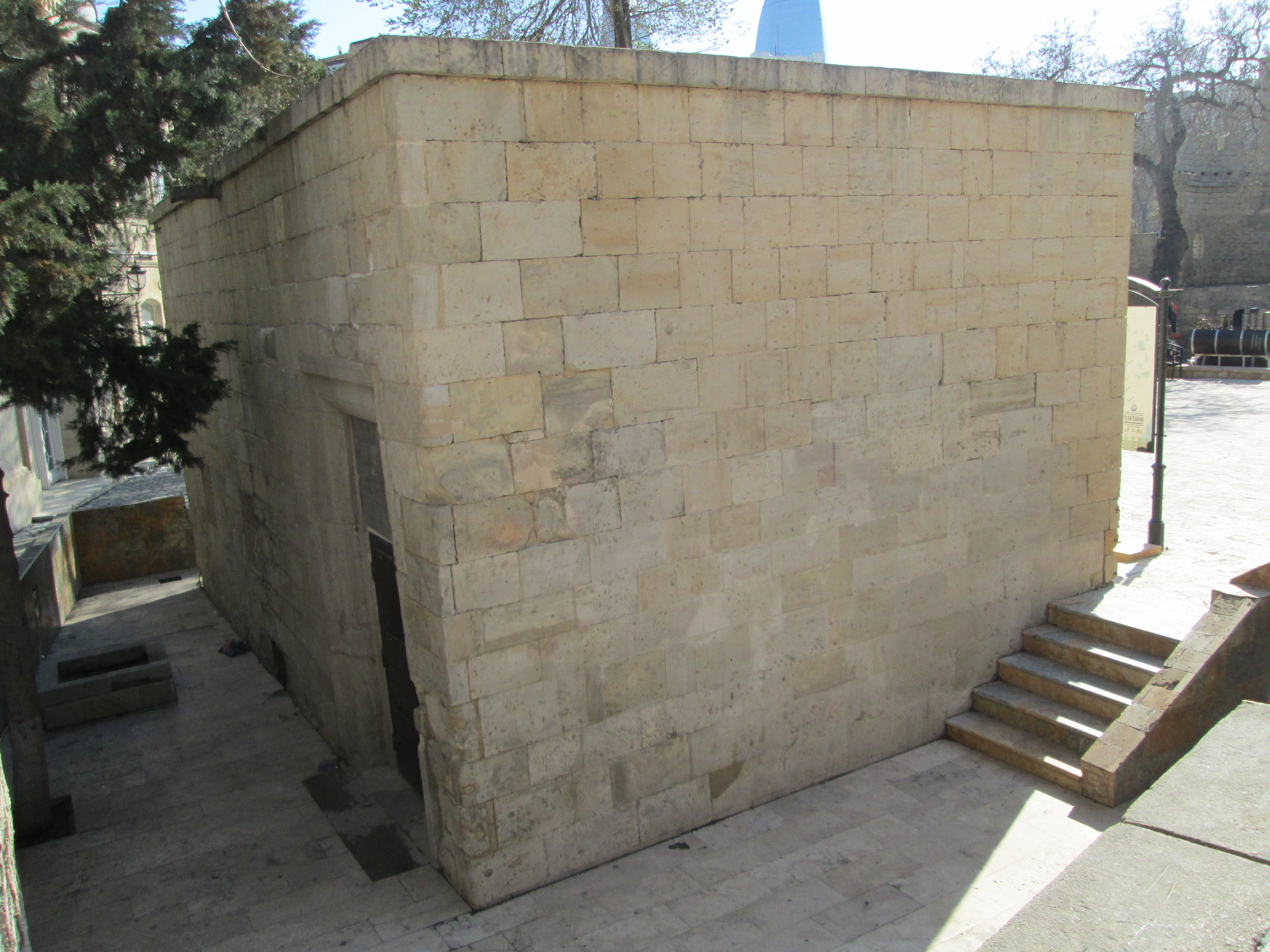
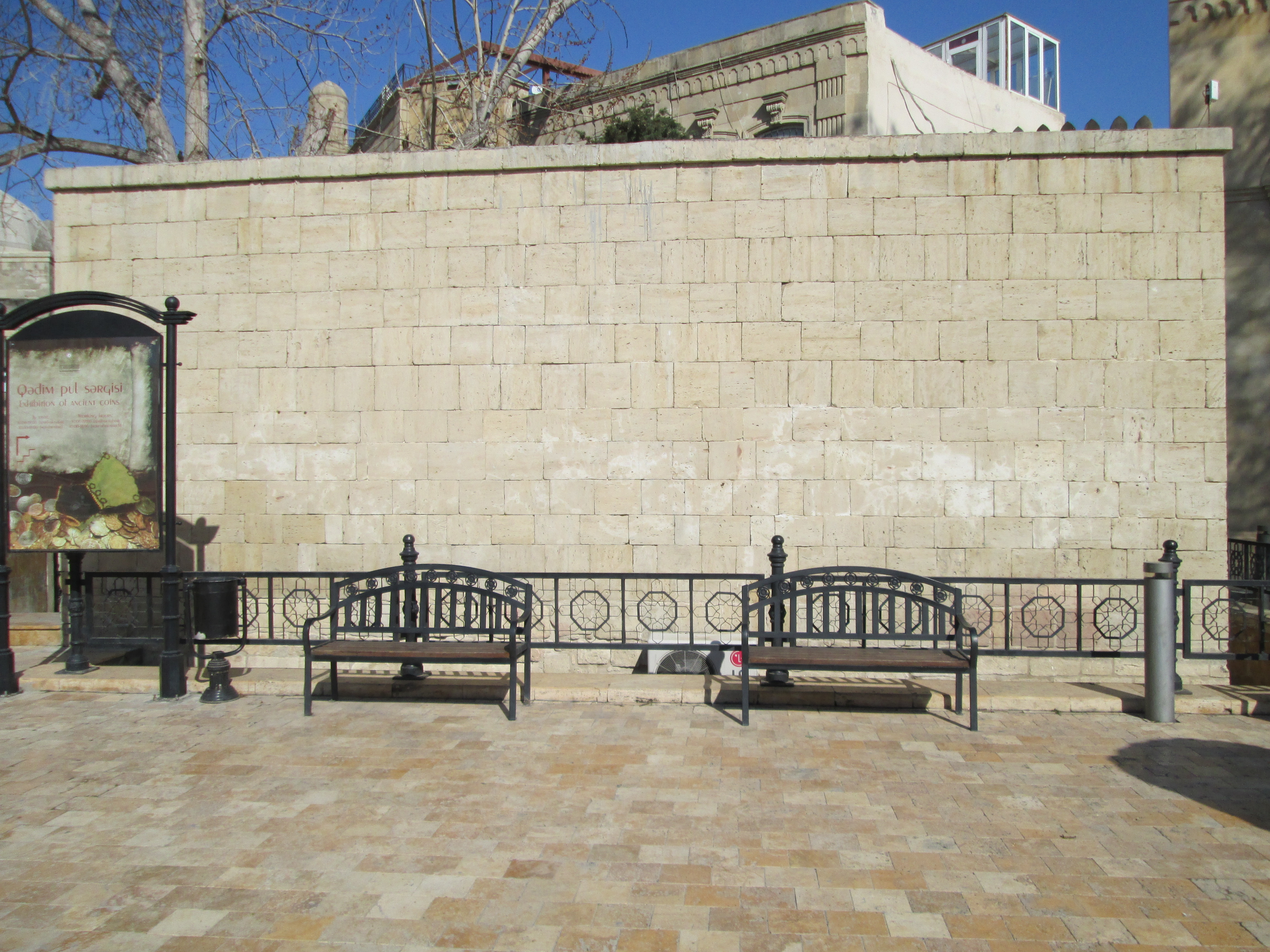
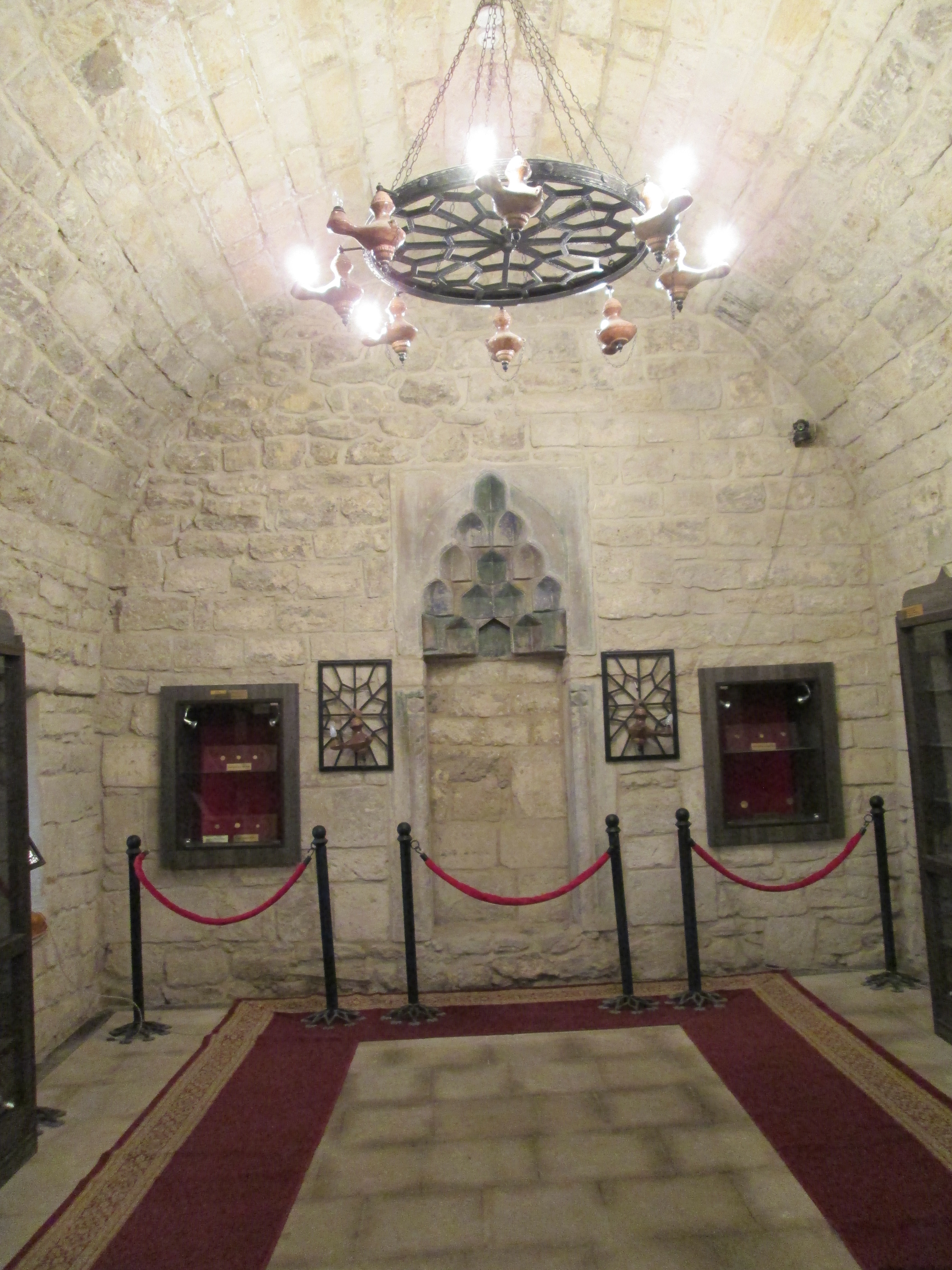
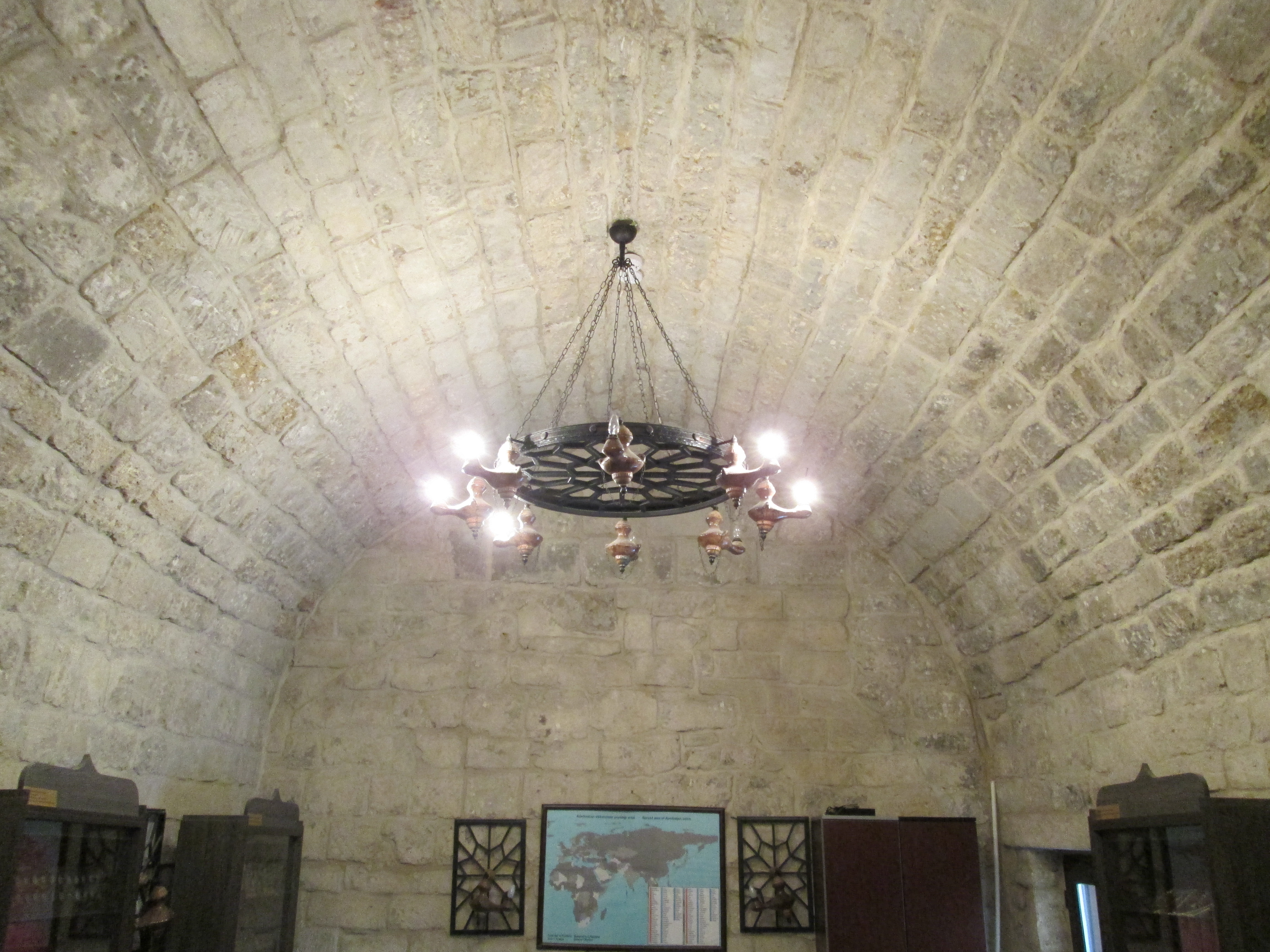
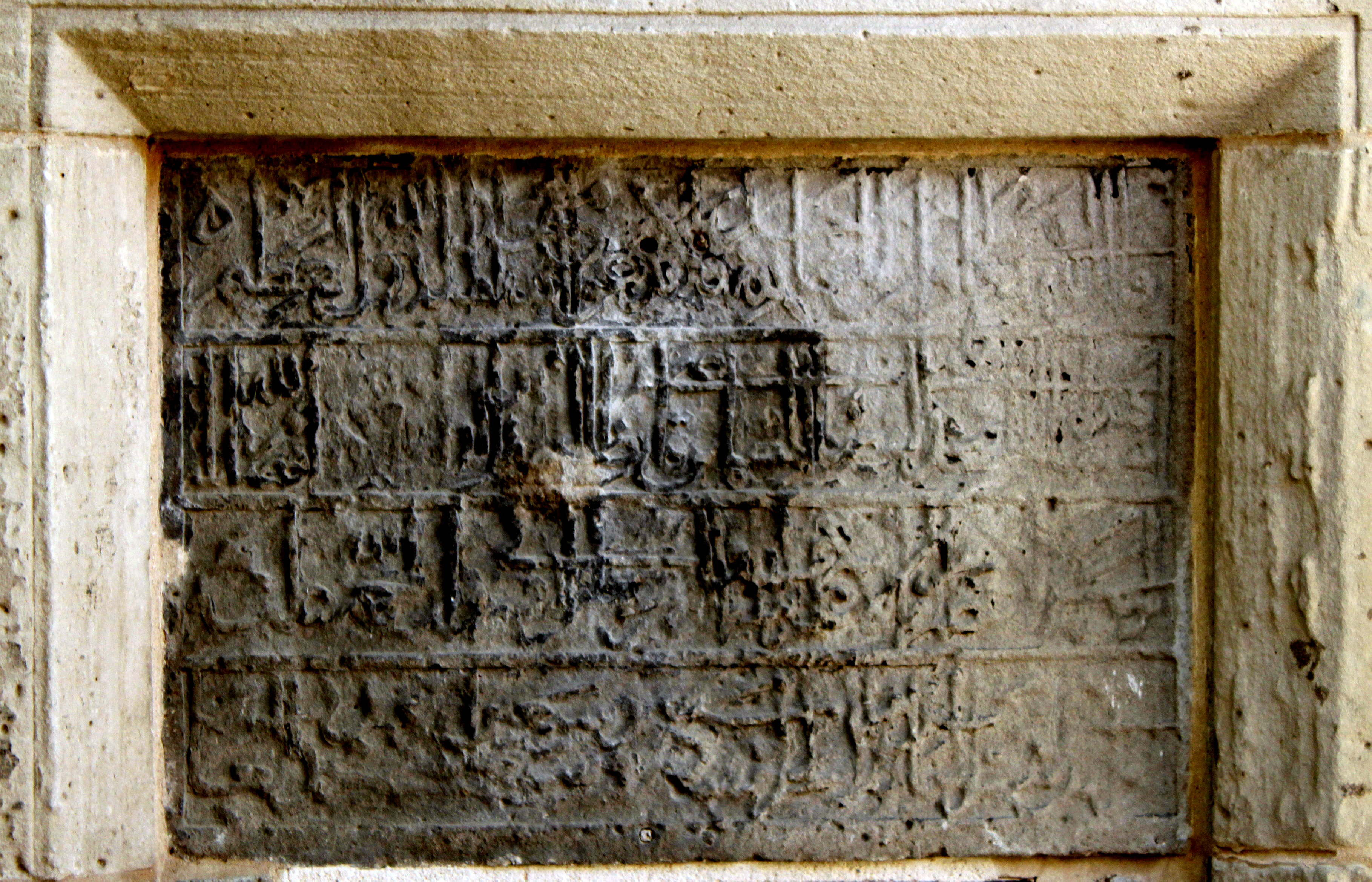
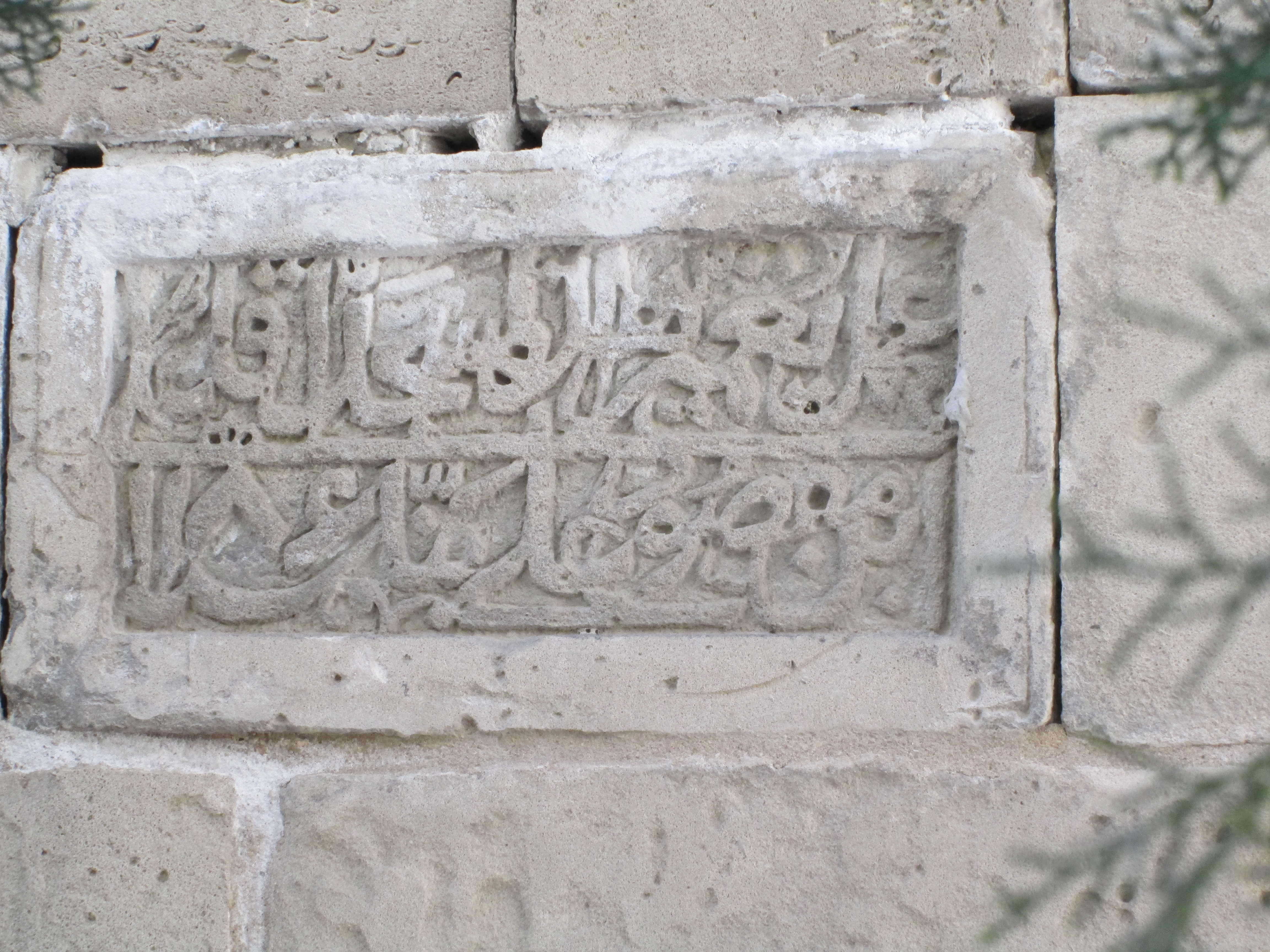